# وانگ ییلیو
وانگ ییلیو (انگلیسی: Wang Yilyu؛ زادهٔ ۸ نوامبر ۱۹۹۴) بدمینتون‌باز اهل چین است.